# RSA 시큐리티
RSA 시큐리티(RSA Security LLC, 구 RSA Security, Inc.) 및 상표명 RSA는 암호화 및 암호화 표준에 중점을 두고 있는 미국의 컴퓨터 및 네트워크 보안 회사이다. RSA는 공동 창립자인 로널드 리베스트, 아디 샤미르 및 레너드 애들먼의 이니셜을 따서 명명되었으며, RSA 공개 키 암호화 알고리즘도 그의 이름을 따서 명명되었다. 해당 제품 중에는 SecurID 인증 토큰이 있다. BSAFE 암호화 라이브러리도 처음에는 RSA가 소유했다. RSA는 NSA가 개발한 백도어를 자사 제품에 통합한 것으로 알려져 있다. 또한 매년 정보 보안 컨퍼런스인 RSA 컨퍼런스를 조직한다.
1982년 독립 회사로 설립된 RSA 시큐리티는 2006년 EMC 코퍼레이션에 미화 21억 달러에 인수되어 EMC 내 사업부로 운영되었다. 2016년 EMC가 델 테크놀로지스에 인수되면서 RSA는 델 테크놀로지스 브랜드 제품군의 일부가 되었다. 2020년 3월 10일, 델 테크놀로지스는 STG(Symphony Technology Group), Ontario Teachers' Pension Plan Board(Ontario Teachers') 및 AlpInvest Partners(AlpInvest)가 이끄는 컨소시엄에 RSA 시큐리티를 21억 달러에 매각할 것이라고 발표했다. 2006년 EMC가 구입했을 때와 동일한 가격이다.
RSA는 매사추세츠주 첼름스퍼드에 본사를 두고 있으며 브랙넬(영국)과 싱가포르에 지역 본부를 두고 있으며 수많은 해외 지사를 두고 있다.

## 같이 보기
- 보안 토큰
- RSA SecurID